# Каплиця Сигізмунда
Каплиця Сигізмунда (пол. Kaplica Zygmuntowska; відома також як: Королівська, Рорантистів, Ягеллонська, Успіння Пресвятої Діви Марії та Св. Барбари) — одна з 19 каплиць Вавельської катедри. Приклад флорентійської ренесансної архітектури за межами Італії. Німецький історик мистецтва Август Оттмар Ессенвайн назвав її у 1867 році «перлиною Ренесансу з північної сторони Альп».

## Історія
Після смерті першої дружини короля Сигізмунда І Старого Барбари Запольї король-удівець вирішив побудувати мавзолей своєї династії. Створення каплиці він доручив флоренційському архітектору Бартоломео Береччі (італ. Bartolommeo Berrecci, 1480—1537), який показав королю перші ескізи в 1517 році.
Роботи почали в 1519 році, після знесення старої каплиці Казимира III. В 1525 році каплиця була збудована в попередньому вигляді, в 1526 був збудований купол, а в 1531 році каплиця була завершена. В 1533 році каплицю освятили.
При будівництві архітектору Береччі допомагали також й інші італійські майстри: Антоніо да Ф'єзолє (італ. Antonio da Fiesole), Нікколо Кастільйоне (італ. Niccolo Castiglione), Філіппо да Ф'єзолє (італ. Filippo da Fiesole), Бернардіно Дзанобі де Джанотіс (італ. Bernardino Zanobi de Gianotis), Джованні Солі (італ. Giovanni Soli), Джованні Чіні да Сієна (італ. Giovanni Cini da Siena) та Джованні Марія Падовано (італ. Giovanni Maria Padovano).

## Архітектура
Каплиця побудована за квадратним планом. Еліптичний купол спирається на восьмигранний тамбур з круглими вікнами. Купол вкритий т.з. «риб'ячої лускою» (черепицею) з позолоченої мідної жерсті.
Фасади розділені пілястрами і карнизами. Єдиний вхід веде через аркаду з декоративною ґратами з боку костелу.
Проєкт каплиці є самостійною роботою Береччі, і не має жодного аналога в Італії. Існує тільки далека схожість з кресленням Леонардо да Вінчі.

## Інтер'єр
Навпроти входу знаходиться вівтар, з правого боку саркофаги Сигізмунда І і Сигізмунда II Августа, з лівого боку лава-престол. У стінних нішах стоять фігури святих. Стіни прикрашені гротескними орнаментами з міфологічними мотивами і панопліями (лицарськими обладунками). Купол розділений на касетони з кам'яними Розетті. Навколо отвору ліхтаря латинський напис: BARTHOLOMEO FLORENTINO OPIFICE
Саркофаг короля Сигізмунда І був створений Береччі, саркофаг короля Сигізмунда II є роботою Санті Гуччі. Роботою останнього є також лава-престіл, забезпечена спереду мармуровою плитою гробниці королеви Анни Ягеллонки.
Вівтар (1531—1538) зроблений за проєктом Ганса Дюрера групою майстрів з Нюрнберга. Рельєфи на внутрішній стороні стулок — карбування по срібній жерсті роботи Мельхіора Байєра по проєкту Петера Флётхера. Картини на зовнішній стороні стулок роботи Георга Пенчо. Решітка біля входу з гербами Королівства Польщі, Литви та родини Сфорца (1530—1532) — робота майстерні Ганса Фішера.